# Gongzhuling

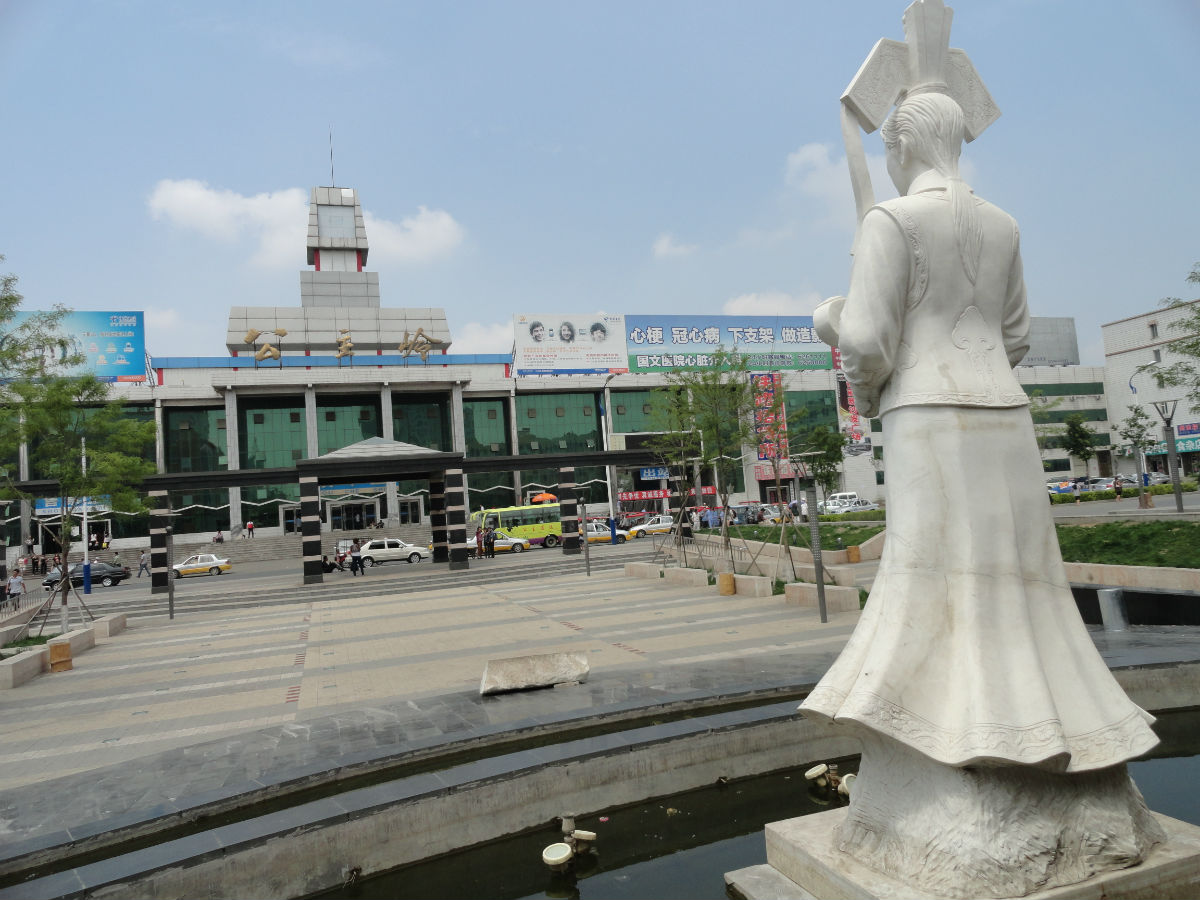
Bahnhof

Gongzhuling (chinesisch 公主嶺市 / 公主岭市, Pinyin Gōngzhǔlǐng Shì) ist eine nordostchinesische kreisfreie Stadt im westlichen Teil der Provinz Jilin. Gongzhuling ist seit 2020 Teil der bezirksfreien Stadt Changchun; zuvor zählte sie zum Verwaltungsgebiet Sipings. Gongzhuling hat eine Fläche von 4.058 km² und zählt 1.092.936 Einwohner (Stand: Zensus 2010).
Die Qinjiatun-Stätte (Qinjiatun chengzhi 秦家屯城址) aus der Zeit der Kitan-Dynastie bis Dschurdschen-Dynastie steht seit 2006 auf der Liste der Denkmäler der Volksrepublik China (6-58).